# 敦刻尔克撤退
敦克爾克撤退（英語：Dunkirk evacuation），代号“发电机行动”（英语：Operation Dynamo），是指在二戰中的1940年5月26日至6月4日期間，从法国北部敦刻尔克的海滩和港口撤离超过33.8万名盟军士兵的行动。该行动是在大量比利时、英国和法国部队在为期六周的法国战役中被德军包围后启动的。
1939年9月，德国入侵波兰后，法国和英国对德国宣战并实施经济封锁。英国远征军被派往法国协助防御。经过1939年10月至1940年4月的“静坐战争”后，德国于1940年5月10日入侵比利时、荷兰和法国。三个装甲军团通过阿登森林进攻，并向西北方向推进至英吉利海峡。到5月21日，德军已将英国远征军、比利时残余部队以及三个法国军团困在法国北部沿海地区。英国远征军司令戈特勋爵立即认为撤退到敦刻尔克是最好的行动，并开始计划撤退到最近的良港敦刻尔克。
5月23日晚，A集团军的指挥官伦德施泰特上将发布了暂停进攻的命令。阿道夫·希特勒次日批准了该命令，并要求国防军最高统帅部向前线发出确认。这使得德军在5月26日撤销命令之前，将对被困的英国远征军、法国和比利时军队的攻击留给了空军。这给了盟军时间构筑防御工事并撤回大量部队参加敦刻尔克战役。5月28日至31日，在里尔围城战中，法国第一军的剩余4万名士兵对抗德军七个师（包括三个装甲师），进行了拖延战。
在行动的首日，仅有7,669名盟军士兵成功撤离，但到第八天结束时，通过一支紧急组建的800多艘船只的舰队，338,226人被成功救出。许多士兵通过港口的防波堤登上了39艘英国皇家海军驱逐舰、4艘加拿大皇家海军驱逐舰、至少3艘法国海军驱逐舰以及多种民用商船。其他士兵则不得不从海滩涉水，肩浸水中等待数小时。一些士兵被“敦刻尔克小船”——从英国召集的数百艘商船、渔船、游船、游艇和救生艇——运送到更大的船只上。英国远征军在法国战役中损失惨重，失去了68,000名士兵，并不得不遗弃几乎所有的坦克、车辆和装备。1940年6月4日，英国首相温斯顿·丘吉尔在下议院的演讲中将此次事件称为“巨大的军事灾难”，并指出“英国陆军的整个根基和核心”被困敦刻尔克，似乎将要消亡或被俘。但他也将此救援誉为“解救的奇迹”， 同时警醒全国“我们必须非常小心，不要将这次解救视作胜利的象征。战争并非通过撤退赢得。”

## 背景
1939年9月，德国入侵波兰后，英国派遣了英国远征军（BEF）协助防卫法国，部队在瑟堡、南特和圣纳泽尔登陆。到1940年5月，这支部队集结了十个师组成三个军团，由戈特勋爵指挥。 与英国远征军协同作战的还有比利时军队以及法国第一、第七軍團 (法國)和第九军。

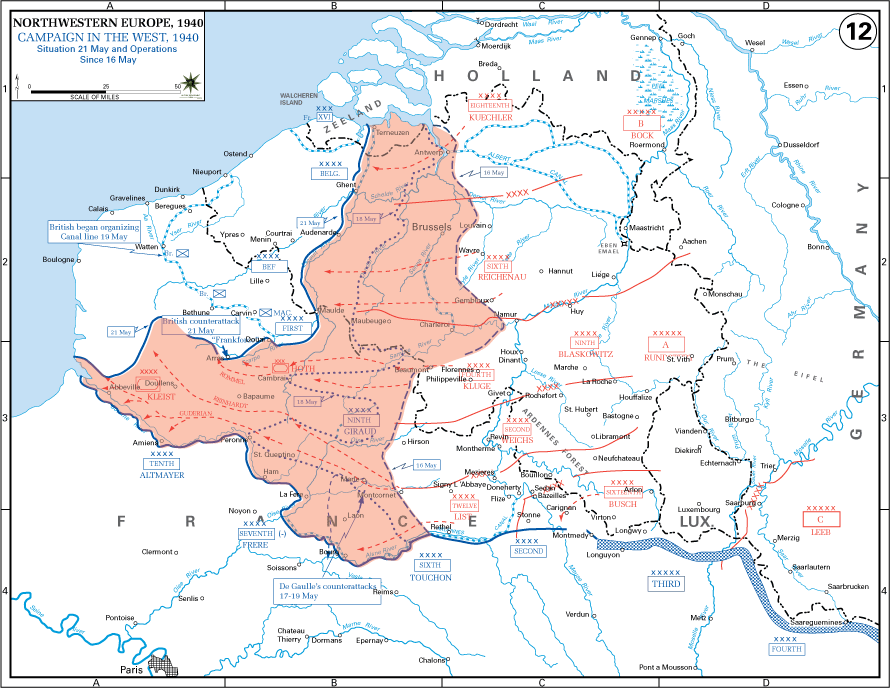
1940年5月21日的战场局势，粉色为德军占领区。

在1930年代，法国修建了马奇诺防线，这是一系列沿法德边境的防御工事。该防线旨在阻止德军穿越法德边界进攻，并将其攻击引导至比利时，然后由法国最精锐的部队迎战，从而避免战争在法国领土上进行，避免重演第一次世界大战的悲剧。 马奇诺防线北部的阿登地区密林覆盖， 法国将军菲利普·贝当认为这片地区“只要采取特别措施，就是不可穿越的”。他相信任何从森林中出现的敌军都将容易在钳形攻势中被歼灭。法军总司令莫里斯·甘末林也认为这一地区威胁有限，认为该地“不适合大规模作战”。因此，该地区防守较为薄弱。
德国入侵法国的初步计划是绕过马奇诺防线，通过荷兰和比利时进行包围攻击。时任德军A集团军参谋长的埃里希·冯·曼施泰因提出了一种不同的计划，并由他的上司伦德施泰特提交给了德国国防军陆军总司令部。 曼施泰因建议装甲师通过阿登进攻，在默兹河建立桥头堡，然后迅速推进到英吉利海峡。这样，德军就能切断在比利时的盟军。这部分计划后来被称为镰刀收割计划。阿道夫·希特勒在2月17日会见曼施泰因后，批准了修改后的计划，今天称为“曼施泰因计划”。
1940年5月10日，德军入侵比利时和荷兰。 由费多尔·冯·博克上将指挥的B集团军攻击比利时，而由伦德施泰特指挥的A集团军的三个装甲军团则向南转向海峡。 英国远征军从比利时边境推进到比利时境内的迪尔河沿岸，从5月10日起与B集团军交战。由于比利时和法国两侧的防线未能守住，他们在5月14日被命令撤退至斯海尔德河。 5月17日，首相温斯顿·丘吉尔在访问巴黎时惊讶地得知甘末林已将所有部队投入战斗，没有战略预备队。 5月19日，戈特勋爵与法国将军加斯顿·比洛特会面，比洛特透露法军在德军与海之间没有任何部队。戈特勋爵立即决定跨海撤退为最佳行动方案，并开始计划撤退至最近的良港敦刻尔克。 敦刻尔克四周沼泽环绕，拥有古老的防御工事和欧洲最长的沙滩，是大规模集结的理想地点。 5月20日，在丘吉尔的建议下，海军部开始准备所有可用的小型船只前往法国。经过持续交战，以及5月21日阿拉斯的突围战役以失败告终后， 英国远征军与比利时残余部队和三个法国集团军一起被困在法国和比利时北部沿海地区。

## 序幕

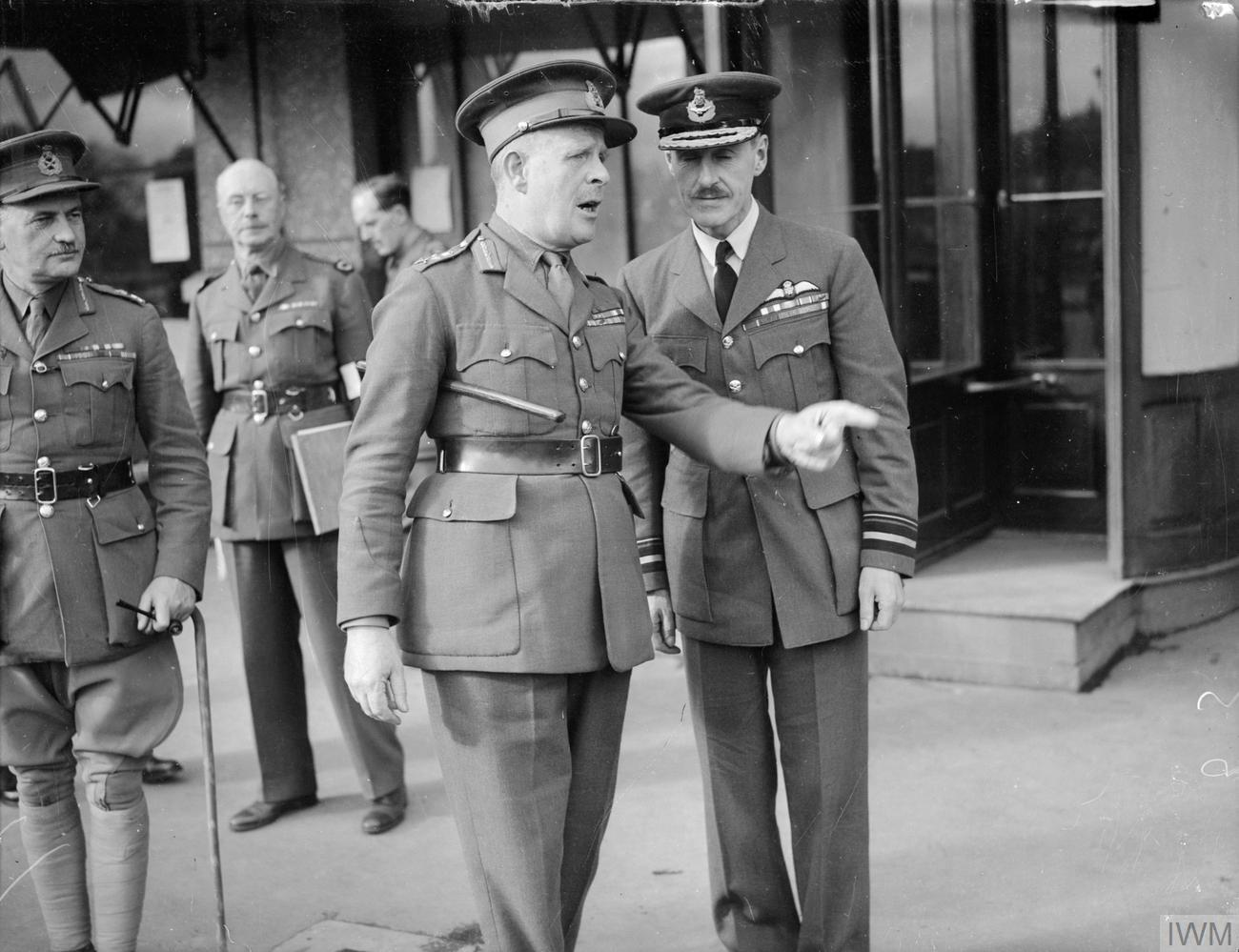
戈特勋爵 (正中，正在做手势) 担任英国远征军的总司令。

在没有通知法国的情况下，英国于5月20日开始计划发电机行动（Operation Dynamo），即撤离英国远征军（BEF）。这一计划由伯特伦·拉姆齐海军中将负责，他在多佛城堡下的海军指挥部进行了筹划，并在行动进行期间向丘吉尔汇报。撤离船只开始在多佛集结。5月20日，英国远征军派遣杰拉尔德·怀特菲尔德准将前往敦刻尔克，开始撤离不必要的人员。面对着他后来描述为“大量军官和士兵向敦刻尔克行进”的情况，加上食物和水的短缺，怀特菲尔德只得在未彻底检查证件的情况下匆忙放行许多人撤离，甚至那些被命令留下协助撤离的军官也偷偷上了船。
5月22日，丘吉尔命令英国远征军与乔治·布朗查德将军指挥的法国第一军协同作战，向南进攻以重新与其余法军会合。该计划被称为“魏刚计划”，以5月18日接替甘末林成为总司令的马克西姆·魏刚将军命名。然而，5月25日，戈特勋爵不得不放弃实现这一目标的希望，并自行决定与布朗查德的部队一起撤退至里斯运河后方，这是一条到达格拉沃利讷海岸的运河的一部分。运河的水闸已经打开，水淹没了运河，由此形成了一道防御德军推进的屏障（运河防线）。

### 敦刻尔克战役

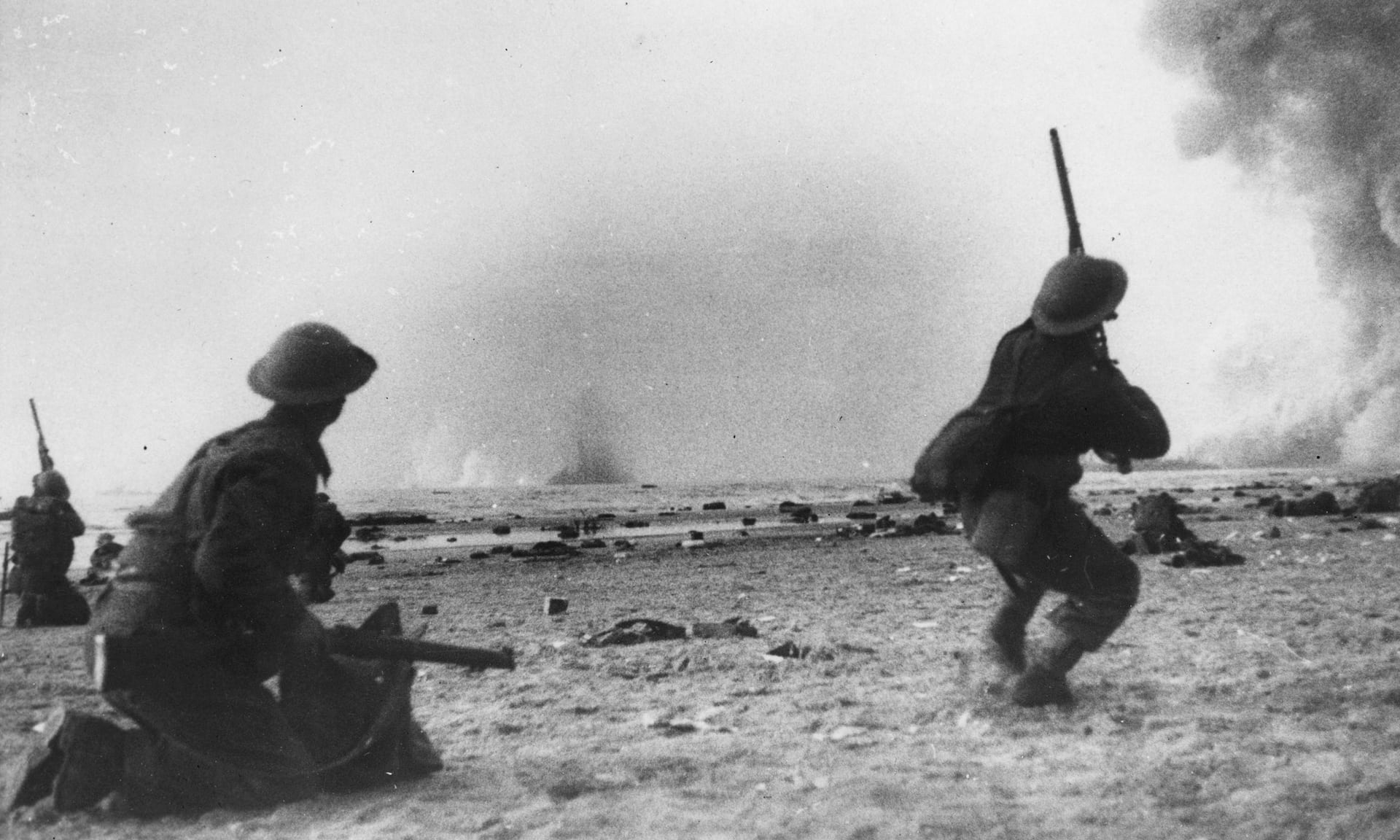
士兵们在等待运输时遭到德军飞机的扫射和轰炸。

到5月24日，德军已经占领了布洛涅港并包围了加来。鲁道夫·费尔少将指挥的第2装甲师工兵在运河防线建立了五座桥梁，而通往敦刻尔克的道路上只有一个英国营在阻挡。5月23日，应第四集团军司令君特·冯·克鲁格元帅的建议，因为担心其侧翼的脆弱性和前线部队的补给问题，伦德施泰特命令装甲部队停止进攻。他还担心敦刻尔克周围的沼泽地不适合坦克作战，希望保留坦克用于后续行动（一些部队的坦克损失高达30-50%）。希特勒也对此表示担忧，并在5月24日访问A集团军总部时，支持了这一命令。
空军元帅赫尔曼·戈林敦促希特勒让空军（在B集团军的协助下）完成对英军的歼灭，这让弗朗茨·哈尔德将军感到惊愕，他在日记中写道：“空军战斗依赖于天气情况，而且经过两周的战斗，飞行员已经疲惫不堪。”伦德施泰特发出了一条命令，然而这条命令是未加密的，并被皇家空军情报网络在12:42截获：“根据元首的命令……阿拉斯西北的攻击需限制在朗斯–贝蒂讷–艾尔–圣奥梅尔–格拉沃林一线。运河不得跨越。”当天晚些时候，希特勒发布了第13号指令，要求空军击败被困的盟军并阻止其逃脱。5月26日15:30，希特勒命令装甲部队继续进攻，但大多数部队花了16个小时才开始攻击。有些报道引用希特勒的话称，他故意让英国人逃脱。这一延误给了盟军时间准备防御工事，这对撤退至关重要，并防止了德军阻拦盟军从里尔撤退。
“停止前进”的命令成为历史学家们广泛讨论的话题。古德里安认为未能及时攻打敦刻尔克是德军在西线的重大错误之一。伦德施泰特称其为“战争的重大转折点之一”，曼施泰因则将其描述为“希特勒最严重的错误之一”。B·H·李德哈特在战后采访了许多将军，并拼凑出希特勒在这一问题上的战略思考。希特勒相信，一旦英国军队得以离开欧洲大陆，他们将永远不会返回。

## 撤离过程

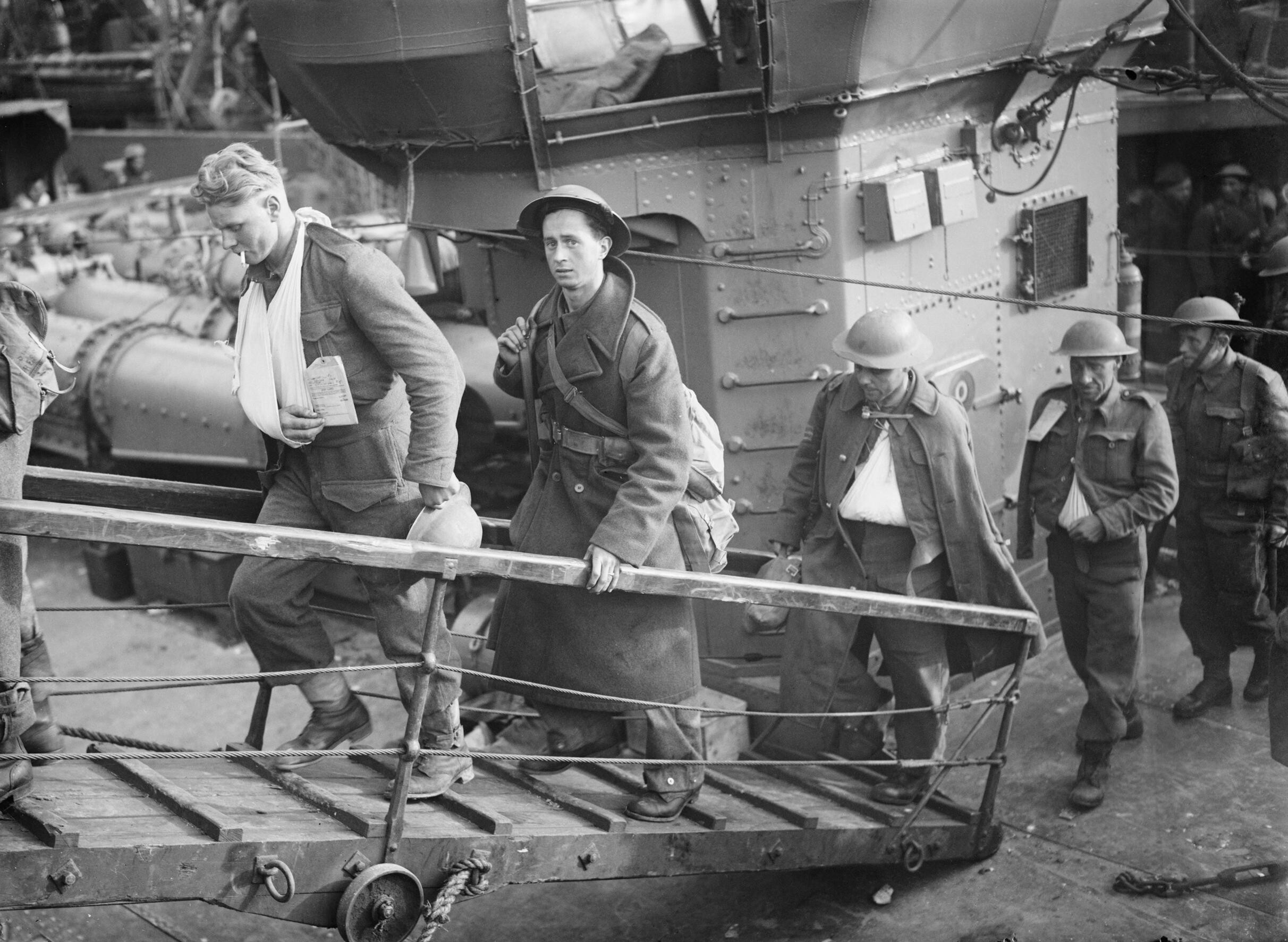
1940年5月31日，从敦刻尔克撤退的士兵抵达多佛

### 5月26日-27日
撤退是在混乱的情况下进行的。道路被到处遗弃的车辆堵塞，难民潮流向相反的方向涌去。由于战时审查制度和保持英国士气的需要，正在发生在敦刻尔克的灾难的全部规模没有在一开始就被公布。5月26日，乔治六世国王在威斯敏斯特教堂主持了一场特别的祈祷仪式，这一天被宣布为全国祈祷日。坎特伯雷大主教科斯莫·戈登·朗带领祷告，“为我们在法国身处险境的士兵们祈祷”。同一天，英国各地的犹太教堂和教堂也举行了类似的祈祷，向公众确认了士兵们正处于绝境。5月26日19:00前不久，丘吉尔下令发电机行动开始，那时已经有28,000人撤离。最初的计划是在两天内从英国远征军中撤出45,000人，而德军预计会在此时阻止进一步的撤离。在这段时间内，只有25,000人逃脱，其中包括第一天的7,669人。
5月27日，在撤离的第一天，一艘巡洋舰、八艘驱逐舰和其他26艘船只参与行动。海军部官员在附近的船厂寻找小船以及可以从码头装载的大船，用于将人员从海滩运送到港口的较大船只上并自港口撤离。为了请求更多的帮助，政府发布了一条紧急消息。到5月31日，共有近400艘小船自愿并热情地参与了这一行动。
同一天，德军空军对敦刻尔克进行了猛烈轰炸，炸毁了城镇和港口设施。由于供水系统被摧毁，火灾无法扑灭。据估计有1000名平民被炸死，占该镇剩余人口的三分之一。皇家空军中队被命令在撤离期间为皇家海军提供制空权。他们的任务转向掩护敦刻尔克和英吉利海峡，保护撤离中的舰队。德军空军遭遇了皇家空军的16个中队，5月27日皇家空军宣称击落了38架飞机，但也损失了14架。许多皇家空军战斗机受损后被报废。德军方面，第二轰炸机联队和第三轰炸机联队损失最为惨重，共损失了23架Do 17轰炸机。第一轰炸机联队和第四轰炸机联队轰炸了海滩和港口，54号轰炸机联队击沉了8000吨的蒸汽船亚丁号。Ju 87俯冲轰炸机击沉了运输船蔚蓝海岸号。德军空军出动了300架轰炸机，由550架战斗机护航，进行了12次袭击，投下了15,000枚高爆炸弹和30,000枚燃烧弹，摧毁了油罐并破坏了港口。皇家空军第11集团当天出动22次，共287架次飞机，以最多20架次的编队进行巡逻。
整个发电机行动中，皇家空军总共出动了超过3500次，并在整个星期内对德军轰炸机造成了重大损失。在等待运输时被轰炸和扫射的士兵大多不知道皇家空军付出了多大的努力保护他们，因为大多数空战发生在远离海滩的地方。结果，许多英国士兵痛苦地指责空军无所作为，据报道，这导致一些陆军士兵在回到英国后对空军人员进行责骂和侮辱。
5月25日和26日，德军空军集中攻击坚守在加来、里尔和亚眠的困守盟军，没有攻击敦刻尔克。英国远征军守卫的加来在26日投降。里尔围城战中，法国第一军的残余部队对抗了七个德军师，其中包括几个装甲师，直到5月31日，这剩下的35,000名士兵在弹尽粮绝后被迫投降。德军为里尔的守军授予了战争荣誉，以表彰他们的勇敢。

### 5月28日-6月4日

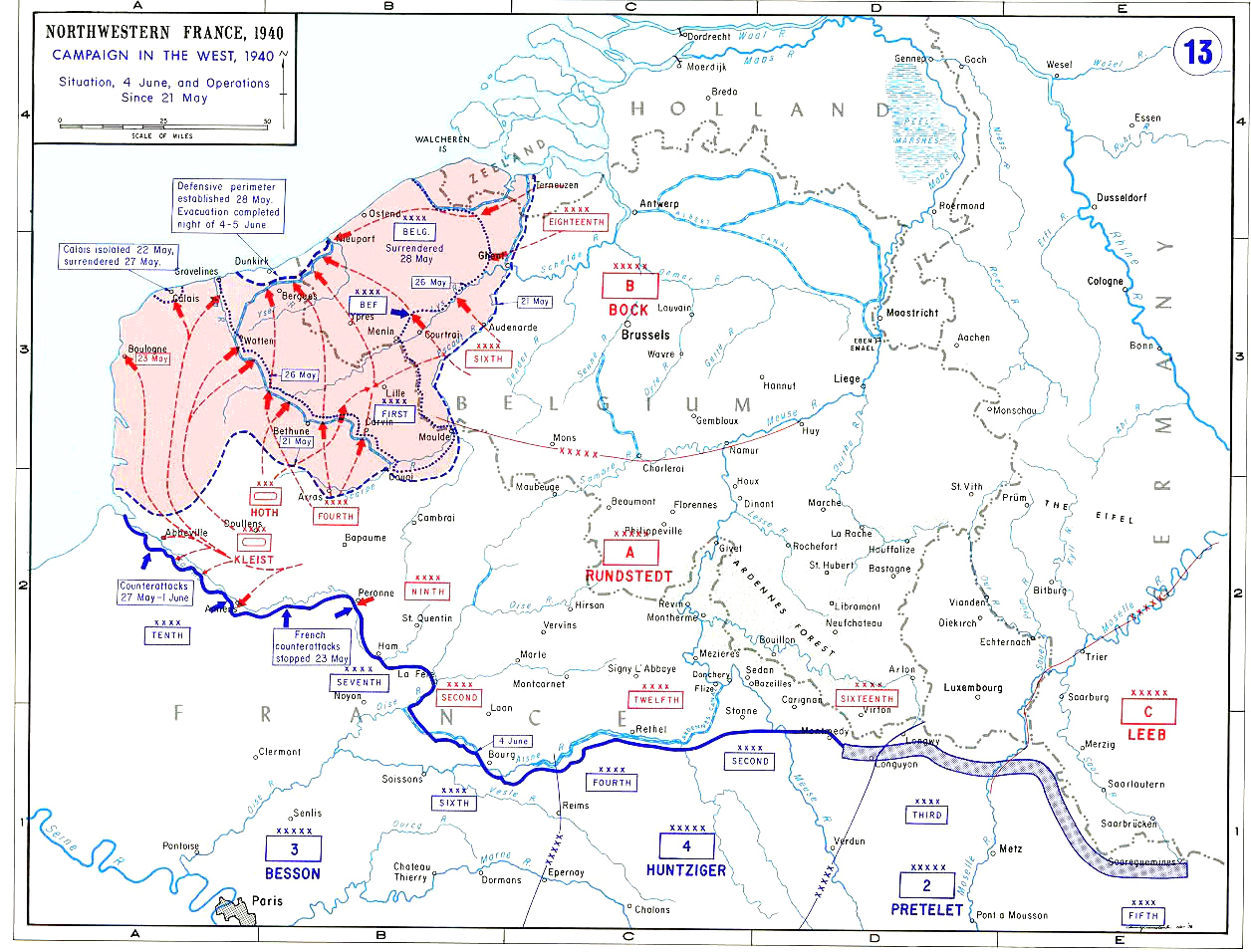
1940年6月4日的战场局势，剩余的法国后卫部队在敦刻尔克周围坚守着一小片土地。

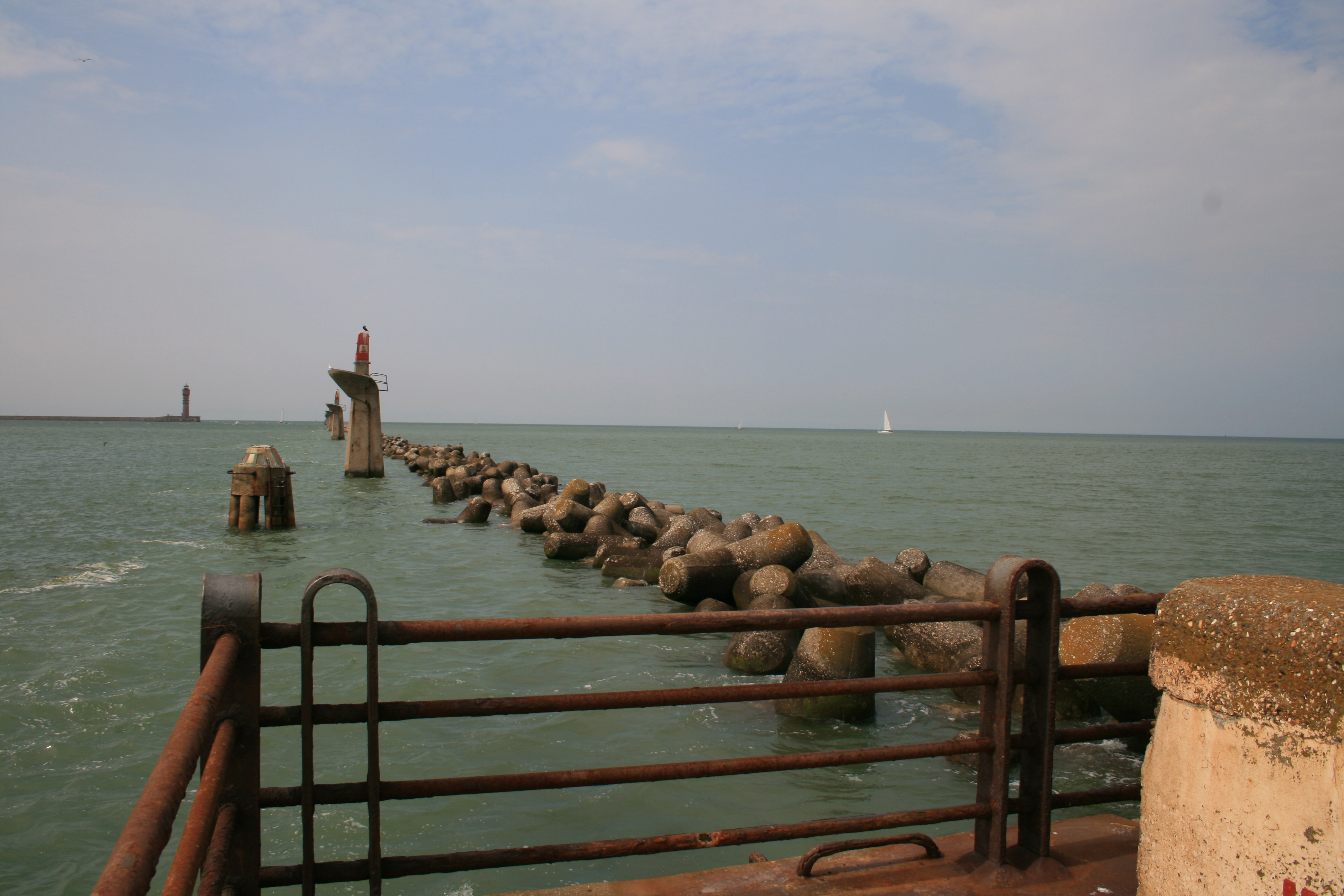
东防波堤(2009)

5月28日，比利时军队投降，敦刻尔克以东出现了一个大缺口。几支英军部队迅速赶到，填补了这个防线上的空隙。 同一天，德军空军转移了攻击重点，对比利时的奥斯滕德和纽波特进行了空袭，而敦刻尔克的空袭次数减少。由于天气不利于俯冲或低空轰炸，英军皇家空军（RAF）在敦刻尔克上空执行了11次巡逻，共出动了321架次，声称击落了23架敌机，损失了13架飞机。 5月28日，共有17,804名士兵抵达英国港口。
5月29日，英军成功撤离了47,310名士兵，但德军Ju 87俯冲轰炸机对船只造成了重大损失。英国驱逐舰HMS Grenade号被击沉，法国驱逐舰Mistral号受重创，数艘装载了500名士兵的姊妹舰也在近距离爆炸中受损。英国驱逐舰Jaguar号和Verity号虽然严重受损，但成功逃离了港口。两艘拖网渔船在袭击中被摧毁。稍后，客轮SS Fenella在码头沉没，当时船上有600人，但大部分人成功逃生。明轮蒸汽船HMS Crested Eagle直接被击中，随后着火并沉没，造成了重大伤亡。德军还摧毁了两艘铁道船，SS Lorina和SS Normannia。在五次主要的德军攻击中，仅有两次受到了皇家空军战斗机的反击；英军在九次巡逻中损失了16架战斗机。而德军方面，共11架Ju 87俯冲轰炸机被损坏或摧毁。
5月30日，丘吉尔收到消息称，所有英军师团现在都在防御线后方，超过半数的法国第一集团军也在防线内。此时的防线沿着离海岸约7英里（11公里）的一系列运河延伸，这片沼泽地区不适合坦克行动。由于港口的码头设施已遭德军空袭破坏，海军上尉（后来的海军上将）威廉·坦纳特命令士兵从海滩撤离。当发现这种方式太慢后，他改为将撤离人员引导至东防波堤和西防波堤以及海滩。虽然防波堤并非设计用于停靠船只，但多数被救援的士兵还是通过这种方式撤离。在接下来的一个星期里，近20万士兵通过东防波堤登船。詹姆斯·坎贝尔·克劳斯顿担任东防波堤的码头主管，负责组织和调控士兵沿防波堤进入等候的船只。再次出现的低云使德军空军的活动减少。皇家空军进行了九次巡逻，没有遇到德军编队。第二天，德军空军以损失17架飞机为代价击沉了一艘运输船，损坏了12艘其他船只；英军声称击落38架敌机，但这一说法有争议。英军皇家空军和舰队航空兵共损失了28架飞机。
次日，另有53,823名士兵登船撤离，其中包括首批法国士兵。戈特勋爵与68,014人一道于5月31日撤离，后卫指挥权交给少将哈罗德·亚历山大。 6月1日，进一步有64,429名盟军士兵撤离，随后由于空袭加剧，白天撤离被迫停止。英军的4000名殿后部队于6月2日至3日夜间撤离。 又有75,000名法国士兵在6月2日至4日夜间撤离，最终行动结束。剩下的40,000名法国殿后部队于6月4日投降。
在总计338,226名被撤离的士兵中，有几百名是来自印度皇家陆军服务队的印度骡夫和塞浦路斯骡夫。他们属于K-6运输部队的六个部队中的四个，其中三支部队成功撤离，一支被俘。在敦刻尔克，还出现了一小部分法国塞内加尔士兵和摩洛哥士兵的身影。

## 海军

### 撤离路线

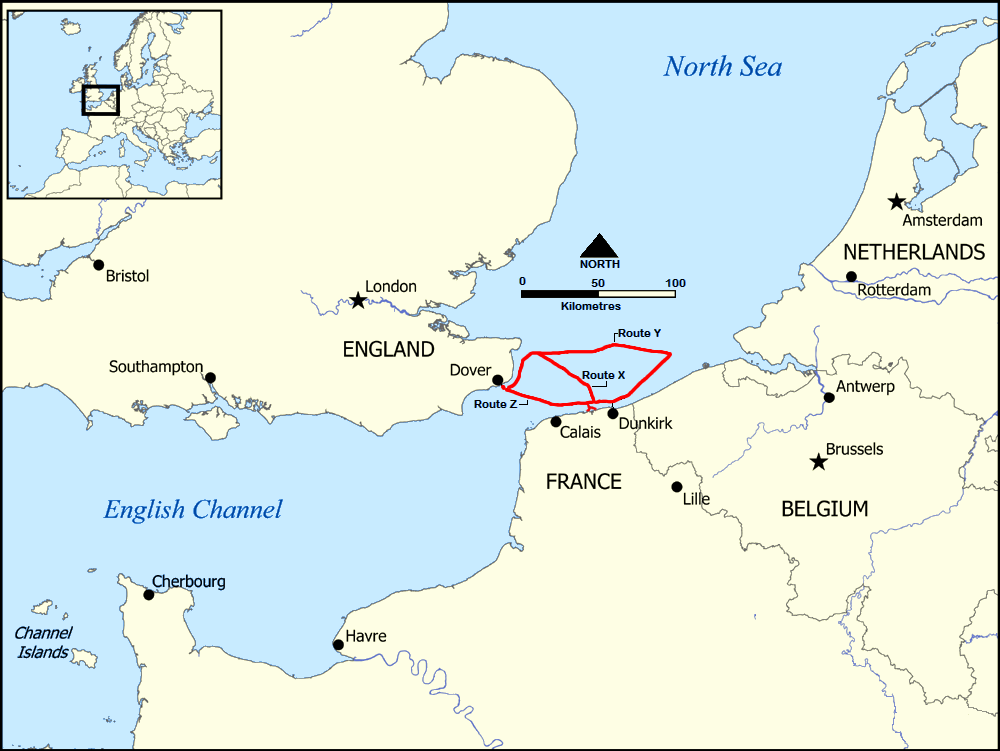
三种撤离路线的地图

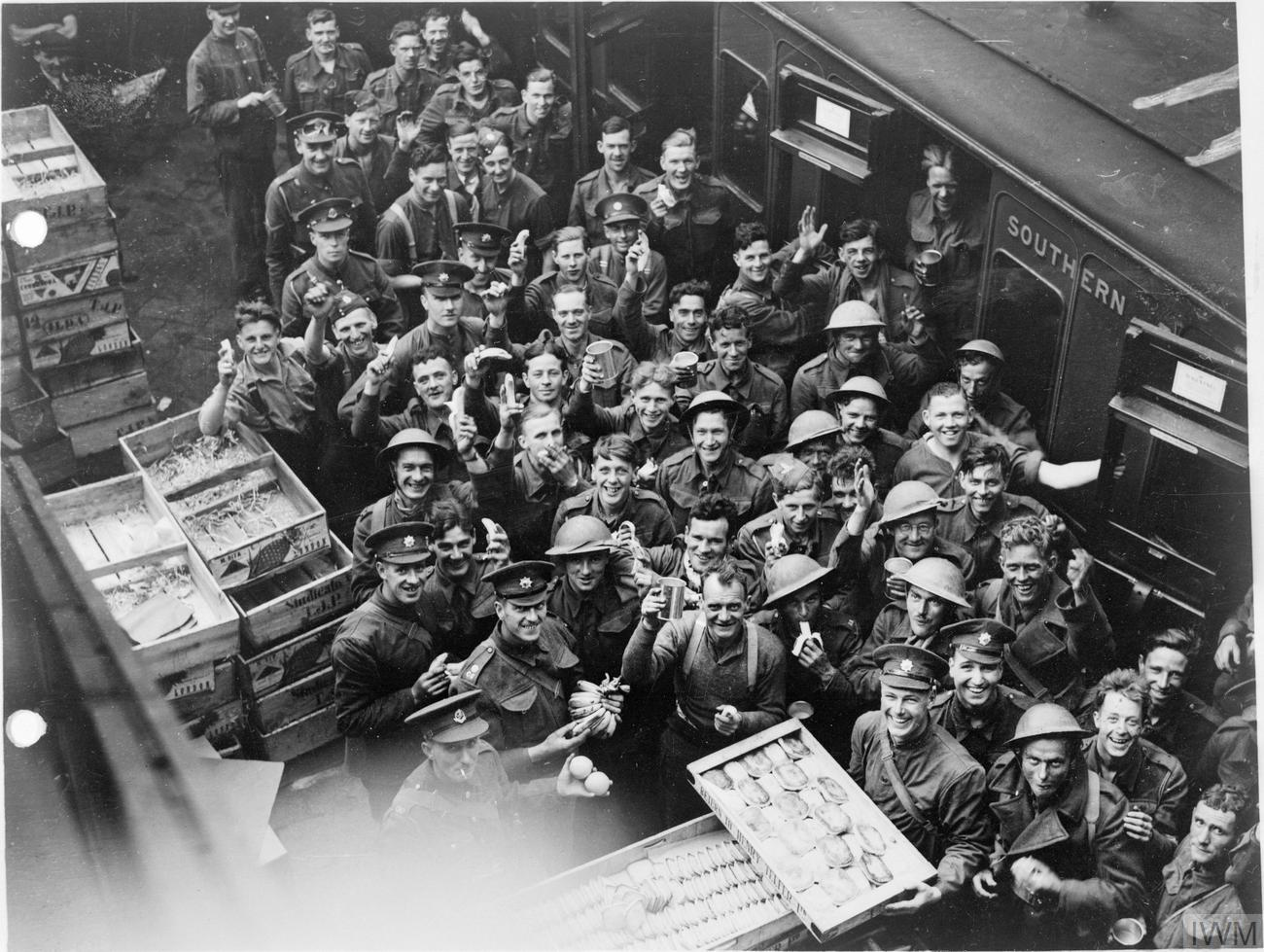
1940年5月26日至29日，刚被撤离的部队在多佛尔车站享用茶点。

敦刻尔克大撤退中共有三条航线被用来撤离。最短的航线是 Z 航线，全长39海里（72），但它需要沿着法国海岸行进，因此使用这条航线的船只在白天容易受到岸上炮台的轰击。X 航线虽然是最安全的，但它经过了英吉利海峡中雷区最密集的部分。撤退船只需要沿这条航线从敦刻尔克向北航行55海里（102），通过吕伊廷根航道（Ruytingen Pass），到达北古德温灯船（North Goodwin Lightship），再向南绕过古德温沙洲（英語：Goodwin Sands）到达多佛。虽然这条航线在白天最为安全，但由于附近遍布的雷区和沙洲，使得其在夜间无法使用。最长的航线是 Y 航线，全长87海里（161公里），使用这条航线会花费四小时撤离，是 Z 航线所需时间的两倍。Y 航线沿法国海岸行进至布赖迪讷，然后转向东北，直到到达奎恩特浮标（Kwinte Buoy）。在此处大约135度转弯后，船只向西行驶到北古德温灯船，再向南绕过古德温沙洲到达多佛。使用 Y 航线的船只最有可能遭到德国水面舰艇、潜艇和空军的攻击。
你知道这就是你回家的机会，你一直在祈祷：“上帝，让我们走吧，让我们脱身，把我们从这混乱中带回英格兰。”看到那艘来接我和我哥哥的船，真是最奇妙的景象。我们看到空中正在狗斗的战斗机，祈祷一切平安，可怕的景象时有发生。然后有人说，“那是多佛。” 我们看到了白色悬崖，那时的气氛是难以形容的。从地狱到天堂，这种感觉就像奇迹发生了一样。——哈里·加勒特，英国陆军，肯特在线的采访

## 艺术作品

### 电影
- 敦刻尔克 (1958)
- 敦刻尔克的周末（英语：Weekend at Dunkirk） (1964)
- 赎罪 (2007)
- 敦刻尔克大行动 (2017)
- 至暗时刻 (2017)

### 电视剧
- 敦刻尔克 (2004)

### 书籍
- 《雪鹅》, 保罗·加利科著

### 注脚
1. ↑  Bowman 2020.
2. 1 2  Sweeting 2010.
3. ↑  McIntyre 2017.
4. 1 2  Shephard 2003，第169頁.
5. ↑  Encyclopædia Britannica.
6. ↑  Ellis 2004，第197頁.
7. ↑  Churchill 2003，第212頁.
8. ↑  Safire 2004，第146頁.
9. 1 2  Churchill 1949，第115頁.
10. ↑  Thompson 2011，第9頁.
11. ↑  Thompson 2011，第7頁.
12. ↑  Thompson 2011，第305頁.
13. 1 2  Jackson 2003，第33頁.
14. ↑  Roth 2010，第6頁.
15. ↑  Kaufmann & Kaufmann 2007，第23頁.
16. ↑  Jackson 2003，第32頁.
17. ↑  Melvin 2010，第140頁.
18. ↑  Lemay 2010，第98–102頁.
19. 1 2  Forczyk 2010，第11–14頁.
20. ↑  Melvin 2010，第132頁.
21. ↑  Shirer 1960，第713頁.
22. ↑  Thompson 2011，第37頁.
23. ↑  Thompson 2011，第26頁.
24. ↑  Churchill 1949，Map, p. 33.
25. ↑  Atkin 1990，第74–75頁.
26. ↑  Churchill 1949，第47頁.
27. ↑  Thompson 2011，第64–65頁.
28. 1 2 3  Atkin 1990，第123頁.
29. ↑  Thompson 2011，第98頁.
30. 1 2  Shirer 1960，第728頁.
31. ↑  Thompson 2011，Map, p. 61.
32. ↑  Churchill 1949，第58–59頁.
33. ↑  Lord 1983，第43–44頁.
34. ↑  Churchill 1949，第100頁.
35. ↑  Atkin 1990，第124頁.
36. ↑  Churchill 1949，第65頁.
37. ↑  Churchill 1949，第57頁.
38. ↑  Churchill 1949，第84頁.
39. ↑  Churchill 1949，第78–79頁.
40. 1 2  Shirer 1960，Footnote, p. 736.
41. ↑  Lemay 2010，第152頁.
42. ↑  Noakes & Pridham 1988，第167頁.
43. ↑  Army Group A War Diary.
44. ↑  OKW Jodl Diary.
45. 1 2  Lord 1983，第28–35頁.
46. 1 2  Cooper 1978，第230–31頁.
47. ↑  Atkin 1990，第120頁.
48. ↑  Noakes & Pridham 1988，第167–68頁.
49. ↑  Costello 1991，第175頁.
50. ↑  Hinsley 1994，第31頁.
51. ↑  Cooper 1978，第232頁.
52. ↑  Cooper 1978，第235頁.
53. ↑  Kilzer 2000，第63頁.
54. ↑  Noakes & Pridham 1988，第168頁.
55. ↑  Churchill 1949，第76頁.
56. ↑  Lemay 2010，第149頁.
57. ↑  Guderian 2001，Footnote, p. 117.
58. ↑  Shirer 1960，第731頁.
59. ↑  Lemay 2010，第153頁.
60. ↑  Hart 1948.
61. ↑  Atkin 1990，第145頁.
62. ↑  Thompson 2011，第59, 75頁.
63. ↑  Miller 1997，第83頁.
64. ↑  Atkin 1990，第122頁.
65. ↑  Gelb 1990，第82頁.
66. ↑  Liddell Hart 1999，第78頁.
67. 1 2 3 4 5  Thompson 2011，第306頁.
68. ↑  Churchill 1949，第106頁.
69. ↑  Churchill 1949，第100–01頁.
70. 1 2  Atkin 1990，第149頁.
71. ↑  Thompson 1953，第62頁.
72. 1 2  Thompson 2011，第228頁.
73. ↑  Jackson 1974，第116–117頁.
74. 1 2  Jackson 1974，第117頁.
75. ↑  Atkin 1990，第150頁.
76. 1 2  Churchill 1949，第97頁.
77. ↑  Atkin 1990，第144頁.
78. ↑  Fermer 2013，第208頁.
79. ↑  Shirer 1960，第729頁.
80. ↑  Churchill 1949，第96頁.
81. ↑  Smith 2011，第138頁.
82. ↑  Jackson 1974，第118頁.
83. ↑  Thompson 2011，第226頁.
84. ↑  Thompson 2011，第84, 94頁.
85. ↑  Atkin 1990，第150–51頁.
86. ↑  Thompson 2011，第88, 97頁.
87. ↑  Lord 1983，第243頁.
88. 1 2  Jackson 1974，第119頁.
89. ↑  Murray & Millett 2000，第80頁.
90. ↑  Keegan 1989，第81頁.
91. ↑  Churchill 1949，第109頁.
92. ↑  Liddell Hart 1999，第79頁.
93. 1 2  Shirer 1960，第737頁.
94. ↑  Liddell Hart 1999，第80頁.
95. ↑  Dunkirk 1940.org.
96. ↑  Bajwa 2013.
97. ↑  Gojkovic 2017.
98. ↑  Richardson 2010，第32頁.
99. 1 2  Thompson 2011，Map, p. 223.
100. 1 2  Atkin 1990，第166頁.
101. ↑  Gardner 1949，第20頁.
102. ↑  Thompson 2011，第224頁.
103. ↑  Chessum 2014.

## 延伸阅读
- Brooke, Alan. Danchev, Alex; Todman, Daniel , 编. . Berkeley: University of California Press. 2001 [1957]. ISBN 0-520-23301-8.
- Franks, Norman. . London: William Kimber. 1983. ISBN 0-7183-0349-0.
- Sebag-Montefiore, Hugh. . New York: Viking. 2006. ISBN 0-670-91082-1.
- Weinberg, Gerhard L. . New York: Cambridge University Press. 1994. ISBN 0-521-44317-2.
- Wilmot, Chester. . New York: Carroll & Graf. 1986. ISBN 0-88184-257-5.